# محمد بن قاسمية
محمد بن قاسمية (بالفرنسية: Mohamed Benguesmia)‏، هو رياضي جزائري ولد في مدينة بوفاريك
(البليدة) 4 جويلية 1970، وأشتهر في رياضة الفن النبيل(الملاكمة)، تحصل على لقب بطل إفريقيا سنة 1994 في وزن نصف الثقيل واللقب العالمي (WBB).

## تاريخ
قرر الملاكم الدولي محمد بن قاسمية المصنف رقم (2) في صنف الهواة عالميا، الاعتزال رسميا بتاريخ 20 من أوت 2015 ، حيث سيختتم مسيرته الرياضية، في منازلة دولية ضد ملاكم مخضرم من فرنسا ، حاز على ألقاب عالمية وأوروبية، بعد أن خاض الملاكم محمد بن قاسمية تجربة طويلة في الفن النبيل ومشوار رياضي رفع الراية الوطنية لأكثر من مرة فوق الحلبة محليا وعربيا وافريقيا و عالميا.

## إحصائيات
لـ 43 مرة من بين 46 منازلة احترافية، انهزم في اثنين منها وتعادل في واحدة فقط وتمتد لنحو ربع قرن من الزمن، توج فيها البطل العالمي بن قاسمية بالبطولة العالمية في الاحتراف (يو بي أو) و (دبليو بي) أو (و إي بي أف) ، و فاز ثلاث مرات بطلا لما بين القارات، وبطل حوض البحر الابيض المتوسط.

## وصلات خارجية
- محمد بن قاسمية على موقع بوكس ريك (الإنجليزية) (registration required)
- محمد بن قاسمية على موقع اللجنة الأولمبية الدولية (الإنجليزية)
- محمد بن قاسمية على موقع أوليمبيديا (الإنجليزية)

- الملاكم الدولي بن قاسمية يقرر الاعتزال في منازلة دولية ضد ملاكم فرنسي